# Microrhodopis albovittata
Microrhodopis albovittata là một loài bọ cánh cứng trong họ Cerambycidae.